# Dichorisandra acaulis
Dichorisandra acaulis là một loài thực vật có hoa trong họ Commelinaceae. Loài này được Cogn. mô tả khoa học đầu tiên năm 1894.